# Střevíčníkovec
Střevíčníkovec (Paphiopedilum) je rod orchidejí z podčeledi Cypripedioideae. Jsou to pozemní, litofytické nebo řidčeji epifytické orchideje s přízemními listy a velkými, nápadnými květy s charakteristickým bačkůrkovitým pyskem. Opylují je zejména pestřenky.
Rod zahrnuje asi 109 druhů a je rozšířen výhradně v tropické a subtropické Asii od Indie a jižní Číny až po Novou Guineu a Šalomounovy ostrovy. Největší počet druhů roste v Číně a Indočíně. Většina druhů vyhledává vápencové podklady.
Střevíčníkovce mají dlouhou historii pěstování a bylo vyšlechtěno mnoho různých kultivarů a kříženců. Řadu druhů lze pěstovat i jako pokojové rostliny.

## Popis
Střevíčníkovce jsou převážně terestrické nebo litofytické orchideje. Druhy P. parishii, P. lowii, P. villosum a příležitostně i P. hirsutissimum a P. glanduliferum rostou jako epifyty. Většina druhů má krátký až nezřetelný oddenek, pouze několik druhů (P. armeniacum, P. micranthum aj.) má oddenek dlouhý.
Listy jsou kožovité, většinou přízemní, dvouřadě uspořádané na krátkém stonku v počtu 3 až 7, konduplikátní (na řezu ve tvaru písmene V). Čepel listů je úzce eliptická až podlouhlá, na líci buď jednolitě zelená (sekce Paphiopedilum a Coryopedilum) nebo s mozaikovitou kresbou (podrody Parvisepalum a Brachypetalum a sekce Barbata), na rubu bledě zelená, někdy fialově naběhlá nebo tečkovaná. U druhů ze skupiny P. rothschildianum mohou listy dosáhnout délky až jeden metr, většinou jsou ale mnohem kratší.
Květy jsou velké a nápadné, různě zbarvené, jednotlivé nebo skládající několika až mnohokvěté květenství, obsahující až 33 květů. Jsou poměrně dlouhověké, u druhu P. villosum mohou vydržet schopné oplození až 3 měsíce. Horní kališní lístek je často velký, postranní kališní lístky jsou u většiny druhů srostlé v jeden, nacházející se pod květem. Postranní korunní lístky mají různý tvar. Pysk je bačkůrkovitý a nafouklý, kulovitý, elipsoidní nebo vejcovitý, s dovnitř stočenými postranními laloky, uvnitř naspodu chlupatý.
Sloupek je krátký, po stranách se 2 fertilními tyčinkami a na vrcholu se štítovitým staminodiem a ve spodní části s bliznou. Tyčinky mají velmi krátkou nitku a dvoukomůrkové prašníky. Pyl je práškovitý nebo lepkavý. Semeník obsahuje jedinou komůrku. Plodem je tobolka.

## Rozšíření
Rod střevíčníkovec zahrnuje asi 109 druhů. Je rozšířen výhradně v tropické Asii. Areál sahá od Indie přes jižní Čínu, Indočínu a jihovýchodní Asii po Novou Guineu a Šalomounovy ostrovy.
Z Číny je uváděno 29 druhů, z toho pouze 2 endemické. Vyskytují se pouze v jižních provinciích (Jün-nan, Kuang-si, Kuej-čou, Kuang-tung, jižní a jihovýchodní Tibet, ostrov Chaj-nan), centrum druhové diverzity je v Jün-nanu. Nejdále na sever zasahuje P. micranthum v severním Kuej-čou a P. armeniacum and P. tigrinum v Jün-nanu.
Na Indickém subkontinentu roste 7 druhů, z nichž 6 roste podél úpatí Himálaje od východního Nepálu až po Naga Hills na hranicích s Myanmarem. V jižní Indii v oblasti Travankúr se vyskytuje endemický druh Paphiopedilum druryi, vzdálený od nejbližších lokalit střevíčníkovců na severu země více než 2000 km.
Větší počet druhů roste v Indočíně a na velkých ostrovech jihovýchodní Asie. Z Vietnamu je uváděno 21 druhů, z Thajska 14 druhů, na Borneu roste 17 druhů (z toho 10 endemických), na Filipínách 10 druhů (8 endemických), na Sumatře 9 druhů (6 endemických). Na Malých Sundách roste pouze P. javanicum. Na Nové Guineji rostou 4 endemické druhy, na Šalomounových ostrovech 2.
Většina druhů se vyskytuje v podrostu nižších montánních stálezelených nebo sezónně opadavých lesů.
Střevíčníkovce rostou v nadmořských výškách od hladiny moře až po 2300 metrů, pouze druhy P. hookerae, P. bullenianum a P. lowii se však vyskytují v širším výškovém rozpětí. Většina druhů je spíše stínomilná, druhy P. exul a P. philippinense však vyhledávají výslunná stanoviště.

## Ekologické interakce
Květy střevíčníkovců jsou opylovány převážně pestřenkami a podobně jako u jiných orchidejí podčeledi Cypripedioideae neposkytují opylovačům žádnou protihodnotu. Většina druhů má květy zbarvené v různých odstínech zelené, hnědé a hnědočervené barvy a zdobené tečkami, pruhy či chlupy. Velké štítovité staminodium ve středu květu kontrastuje s ostatními květními částmi. Bývají na něm různé tečky nebo bradavky, které napodobují kolonie mšic. Ty vyhledávají samičky pestřenek, aby k nim nakladly vajíčka a zajistily tak potravu pro své žravé larvy. Pestřenky láká také medovice vylučovaná mšicemi, kterou napodobují lesklé bradavky. Někdy bývají na pysku nacházena i nakladená vajíčka. Hmyz přilákaný na květ sklouzává po dosednutí na staminodium nebo na okraj pysku dovnitř. Z vnitřku vakovitého pysku vede ven jediná cesta, a to poměrně malými otvory po stranách v jeho horní části. Hmyz se při opouštění květu nejprve otře o bliznu a poté se mu na hřbet nalepí pyl z prašníků, aby jej přenesl na další květ.
Druh P. dianthum je specializován na opylování pestřenkou pruhovanou (Episyrphus balteatus). P. hirsutissimum je rovněž úzký specialista, opyluje jej však více druhů pestřenek.
Jiný hmyz než pestřenky se na opylování podílí spíše výjimečně. Orientace na blanokřídlé opylovače se projevuje jasnějším, nápadnějším zbarvením květů. Květy P. micranthum s růžovým či bílým pyskem a jasně žlutým staminodiem opylují robustní včely druhu Anthophora villosula a čmeláci (Bombus flavescens), jasně žluté květy P. armeniacum navštěvuje mimo pestřenek i několik různých druhů včel. Podobné je to zřejmě i u dalších druhů s jasně zbarvenými květy, u nichž nebyla biologie opylování dosud studována.
Střevíčníkovce zřejmě lákají pestřenky i pachem napodobujícím pach mšic, protože ten je pro ně při hledání místa k nakladení vajíček zásadní.
Střevíčníkovce jsou podobně jako jiné orchideje mykorhizní rostliny. Klíčení jejich droboučkých semen, která postrádají zásobní látky, je závislé na symbióze s houbami z čeledi tulasneovkovité (Tulasnellaceae). Houbová vlákna jim dodávají minerální látky a prostřednictvím mykorhizního vztahu s okolními dřevinami i sacharidy z fotosyntézy.

## Taxonomie
Od euroasijského rodu Cypripedium, stejně jako od amerického rodu Selenipedium, lze rod Paphiopedilum rozlišit podle tuhých konduplikátních (tedy s průřezem ve tvaru písmene V) listů. Od dvou amerických rodů s konduplikátními listy, Phragmipedium a Mexipedium, jej odlišuje střechovitá vernace kališních lístků a jiný počet chromozómů. Rod Phragmipedium se liší i trojkomůrkovým semeníkem.
V rámci rodu Paphiopedilum jsou rozlišovány tři podrody: subgen. Parvisepalum, subgen. Brachypetalum a subgen. Paphiopedilum. Pro podrod Parvisepalum jsou charakteristické listy s drobnou, tmavou, výraznou kresbou (s výjimkou Paphiopedilum emersonii, který má neskvrnité listy). Zahrnuje asi 8 druhů a je rozšířen v jižní Číně a severní Indočíně. Zástupci podrodu Brachypetalum mají také kolorované listy, kresba bývá ale spíše nepravidelná. Podrod zahrnuje 5 druhů a je rozšířen v jižní Číně, Indočíně a na Malajském poloostrově. Květy obou podrodů mají eliptické korunní lístky a dovnitř stočený okraj pysku. Zbývající druhy jsou řazeny do subgen. Paphiopedilum, který je dále členěn do 5 sekcí. Z nich má skvrnité listy pouze sect. Barbata (asi 30 druhů od Himálaje a jižní Číny až po Šalomounovy ostrovy), kresba však bývá celkově hrubší než u předešlých podrodů. Typová sekce Paphiopedilum má jednokvětá květenství, lžicovité korunní lístky a zpravidla lesklý výčnělek vprostřed staminodia. Všech asi 15 druhů je výskytem omezeno na kontinentální Asii. Sekce Coryopedilum (asi 14 druhů) a Pardalopetalum (4 druhy) mají vícekvětá a najednou rozkvétající květenství a vyskytují se jak v kontinentální Asii, tak i na přilehlých souostrovích. Květy v květenstvích sekce Cochlopetalum, omezené výskytem na Jávu a Sumatru, se odlišují tím, že nakvétají postupně.

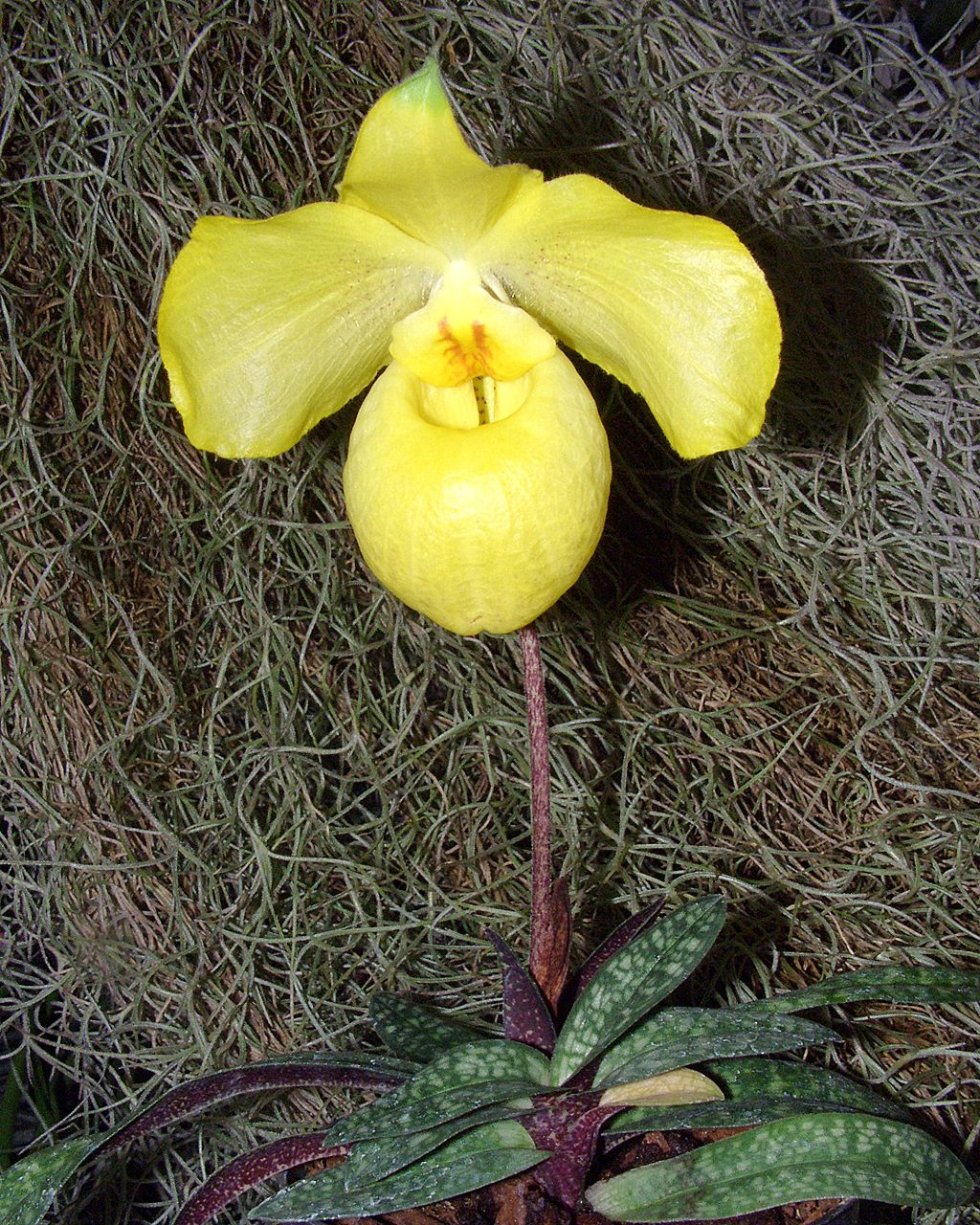
Paphiopedilum armeniacum (subgen. Parvisepalum)
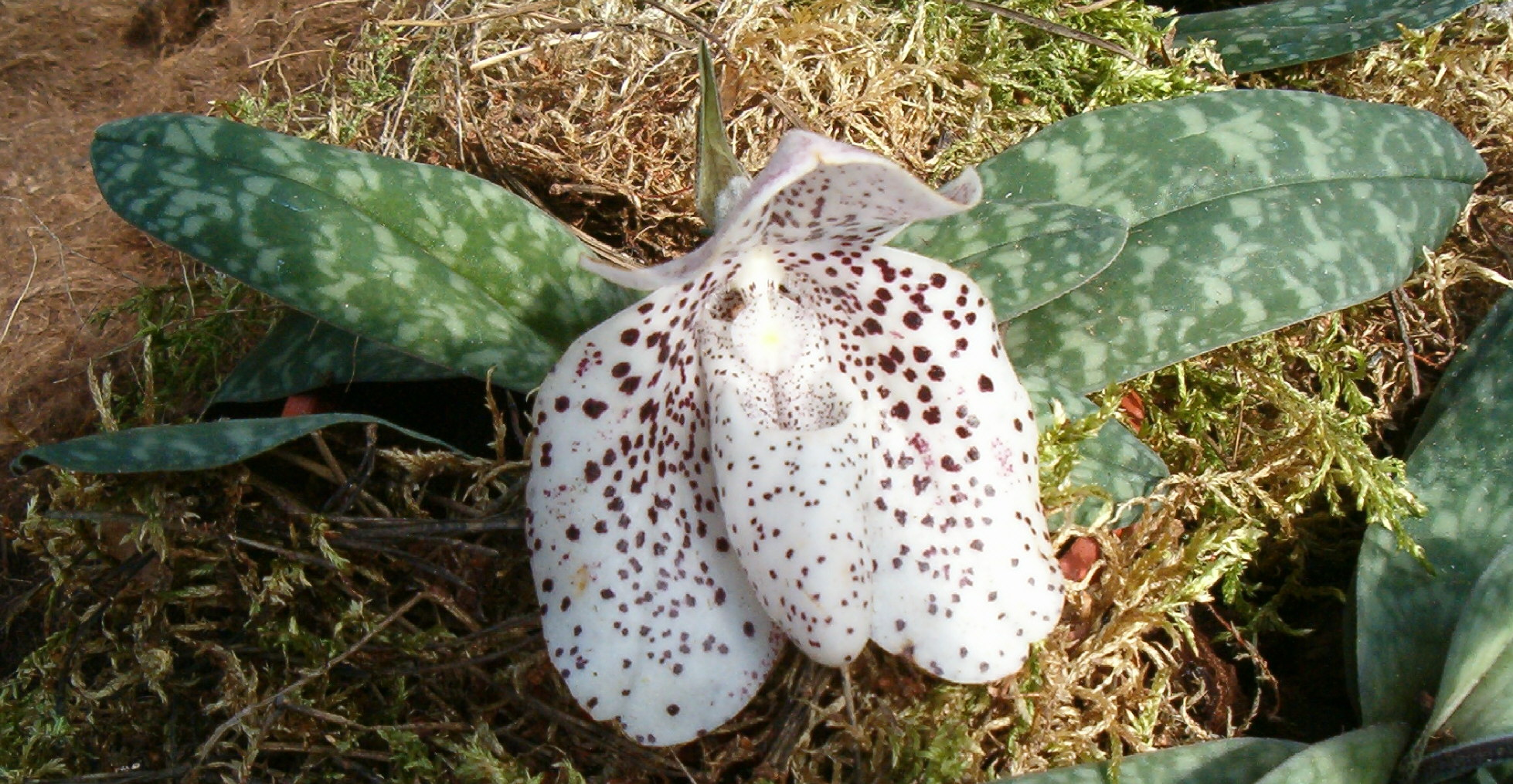
Paphiopedilum bellatulum (subgen. Brachypetalum)

## Zástupci
- střevíčníkovec význačný (Paphiopedilum insigne)[6]

## Šlechtění a kultivary
Šlechtění a křížení střevíčníkovců má dlouhou historii, sahající asi do poloviny 19. století. První hybrid vzniklý v kultuře, Paphiopedilum 'Harrisianum', vykvetl v roce 1864 v Chelsea Nursery a vznikl zkřížením Paphiopedilum villosum a P. barbatum. Na přelomu 19. a 20. století již existovaly stovky hybridů. Opakovanou selekcí po mnoho generací byly vypěstovány komplexní hybridy s velkými, nápadně kolorovanými a dlouho vytrvávajícími květy, v jejichž rodokmenu figurují zejména druhy P. insigne, P. spicerianum a P. villosum. Druhy P. rothschildianum, P. philippinense a P. sanderianum se podílely na vzniku mnohokvětých kultivarů. Úspěšné zavedení nízkého čínského druhu P. barbigerum do kultury kolem roku 1987 umožnilo šlechtění miniaturních kultivarů, z nichž první ('Grassauer Zwerg') vykvetl v roce 1994. Objev druhu P. henryanum s nápadně skvrnitými květy, popsaného v roce 1987, umožnil šlechtění barevnějších a zajímavěji skvrnitých kultivarů.